# 瓊斯縣 (北卡羅萊納州)
瓊斯县（英語：Jones County）是美國北卡羅萊納州東部大西洋岸的一個縣。面積1,226平方公里。根據美國2000年人口普查，共有人口10,381人。縣治翠頓 (Trenton)。
成立於1778年4月14日。縣名紀念大陸會議代表威利·瓊斯。